# Janela Internacional de Cinema do Recife
A Janela Internacional de Cinema do Recife é um festival de cinema que ocorre na cidade de Recife, Pernambuco desde 2008. 

## História
Em 2008, a Janela Internacional de Cinema do Recife foi fundada pelo cineasta Kleber Mendonça Filho e a produtora Emilie Lesclaux, que exercem a direção artística do evento. O festival traz uma seleção ampla com caráter competitivo de curta-metragens nacionais e internacionais de ficção, documentário, animação e experimental. O festival ocorre tradicionalmente no Cinema São Luiz e no Cinema da Fundação Joaquim Nabuco, na capital pernambucana. Em paralelo ao festival ocorrem homenagens, debates, laboratórios, oficinas e workshops voltados para a formação audiovisual. O festival realiza programações itinerantes em parceria com diversos festivais internacionais, como a Quinzena dos Realizadores, Berlinale e outros.